# 盧大順
盧大順（1549年—1611年），字子達，號理南，直隸廣平府永年縣人，民籍，明朝政治人物。

## 生平
萬曆四年（1576年）丙子科順天鄉試第一百四名舉人，八年（1580年）中式庚辰科會試第二百十五名，二甲第五十名進士。吏部觀政，丁父憂歸。十一年（1583年）授任戶部主事，管崇文门课税，十五年督饷江南，因母亲去世丁憂归乡。十八年复除本部，升员外郎、郎中，十九年（1591年）升直隸蘇州府知府，剿倭寇有功，二十三年（1595年）調山西汾州府知府，二十七年轉福建鹽運使，二十九年以考察致仕。卒年六十三。

## 家族
曾祖盧昌；祖父盧麒；父盧廷琳，號海遗；母楊氏，封太安人。長兄盧大節，临洮府推官；次兄盧大謨，丙子舉人，淮安府同知；三兄盧大中，癸未進士，南京兵科給事中；弟盧大道，汾陽縣丞。